# Giuse Ngô Khâm Kính
Giuse Ngô Khâm Kính (Sinh 1968, tiếng Trung:吳欽敬, tiếng Anh:Joseph Wu Qin-jing) là một giám mục người Trung Quốc của Giáo hội Công giáo Rôma. Ông hiện đảm nhận chức vụ giám mục chính tòa Giáo phận Châu Trất.

## Tiểu sử
Giám mục Kính sinh ngày 11 tháng 11 năm 1968 tại Trung Quốc. Sau khoảng thời gian dài tu học tại các chủng viện, ngày 11 tháng 2 năm 1996, Phó tế Giuse đã được thụ phong chức linh mục. Tòa Thánh tuyển chọn và bổ nhiệm Tân giám mục chính tòa cho Giáo phận Châu Trất. Lễ tấn phong cho vị tân chức được cử hành cách bí mật ngày 19 tháng 10 năm 2005. Tân giám mục chọn khẩu hiệu:Amas me? Pasce dives meas! / 你愛我嗎 牧我群羊.